# Pangasinan (provins)

Pangasinans läge i Filippinerna

Pangasinan är en provins i Filippinerna och ligger i Ilocosregionen. 2 793 600 invånare (2006) på en yta av 5 368 km². Administrativ huvudort är Lingayen.
Provinsen är uppdelad i 44 kommuner och 4 städer. Större städer och orter är Alaminos, Binmaley, Calasiao, Dagupan City, Lingayen, Manaoag, Mangaldan, San Carlos City och Urdaneta.

## Kommuner
- Agno
- Aguilar
- Alcala
- Anda
- Asingan
- Balungao
- Bani
- Basista
- Bautista
- Bayambang
- Binalonan
- Binmaley
- Bolinao
- Bugallon
- Burgos
- Calasiao
- Dasol
- Infanta
- Labrador
- Laoac
- Lingayen
- Mabini
- Malasiqui
- Manaoag
- Mangaldan
- Mangatarem
- Mapandan
- Natividad
- Pozorrubio
- Rosales
- San Fabian
- San Jacinto
- San Manuel
- San Nicolas
- San Quintin
- Santa Barbara
- Santa Maria
- Santo Tomas
- Sison
- Sual
- Tayug
- Umingan
- Urbiztondo
- Villasis